# Selenops pygmaeus
Espèce
Selenops pygmaeus est une espèce d'araignées aranéomorphes de la famille des Selenopidae.

## Distribution
Cette espèce se rencontre au Congo-Kinshasa et en Côte d'Ivoire.

## Étymologie
Son nom d'espèce lui a été donné en référence à sa petite taille.

## Publication originale
- Benoit, 1975 : Notules arachnologiques africaines. IV. Revue de Zoologie Africaine, vol. 89, p. 925-933.